# Thiago Spyked
Thiago Seiji Takahashi, mais conhecido como Thiago Spyked (São Paulo, 8 de maio de 1985) é um designer gráfico, desenhista, quadrinista, arte-educador brasileiro e fundador da Editora Crás.

Formado em Desenho industrial pela Universidade Presbiteriana Mackenzie e com mestrado em Comunicação pela Universidade de São Paulo, Thiago publicou em 2004 seu primeiro fanzine Em Busca das Estrelas com uma tiragem de apenas 20 exemplares. Em 2007, publicou Rafe - Resolvendo uma história, uma história em quadrinhos usada para explicar o processo de roteiro usando uma metalinguagem em própria história em quadrinhos, ainda no mesmo ano, fundou o estúdio e editora independente Crás. Em 2010, ministrou um curso de quadrinhos no projeto Fanzines nas Zonas de Sampa da Prefeitura de São Paulo e também lançou uma nova história de Rafe: Resolvendo o Layout, o qual foi indicado no ano seguinte ao Troféu HQ Mix na categoria Publicação independente de autor. Em 2013, publicou em webcomics e edição impressa Vírus - Mais um na multidão e lançou no Youtube o canal Crás Conversa, com dicas para ilustradores e aspirantes a ilustradores.

Em 2015, arte-finalizou uma história em quadrinhos Disney protagonizada pelo Zé Carioca, A base secreta, escrita por Arthur Faria Jr., ilustrada por Carlos Edgard Herrero e colorida por Fernando Ventura, publicada pela Abril Jovem em Zé Carioca N.° 2411 em agosto de 2015, Ainda no mesmo ano, apresentou sua dissertação de mestrado A potencialidade dos quadrinhos na educação corporativa: gibis impressos, digitais e Graphic Novels. Também lançou um projeto de financiamento coletivo no site Catarse para a reimpressão Vírus - Mais um na multidão, porém, o projeto não conseguiu ser financiado a prazo. Em 2016, lançou com a Editora Criativo um sketchbook e Spectrus: Paralisia do Sono, que no ano seguinte venceu o 33.º Prêmio Angelo Agostini na categoria Melhor lançamento. No mesmo ano, participou de um artbook em homenagem ao centenário do quadrinista Jack Kirby, idealizado pelo quadrinista Will e Edson Diogo do site Guia dos Quadrinhos, financiado pelo Catarse. Em 2017, lançou um novo projeto de financiamento coletivo do Catarse com O Velho do Papelão, criado para o seu canal do Youtube, onde o álbum contém uma história de Spyked e de artistas convidados: Mônica Yugi (Canal Crie Seu Mundo), Bruno Lima (Canal Walker Desenhos), Renata Celi (Canal Renata Celi), Felipe Barros (Canal D3), Mayara Rodrigues (Canal Mayara Rodrigues) e Francis de Cristo (Canal Evolução Diária), além da republicação de Vírus - Mais um na multidão pelo selo GraphiBook(?) da Editora Criativo. Em 2020, Spectrus - Paralisia do Sono foi publicado pela editora portuguesa Midori. Em 2021, lançou uma campanha do Catarse para o financiamento de Prisma - Portal do Inconsciente, escrita por Tico Pedrosa e ilustrada por Spyked.